# División de Honor 1998-1999 (hockey su pista)
La División de Honor 1998-1999 è stata la 30ª edizione del torneo di primo livello del campionato spagnolo di hockey su pista; disputato tra il 13 settembre 1998 e il 9 maggio 1999 si è concluso con la vittoria del Barcellona, al suo dodicesimo titolo.

## Stagione

### Formula
La División de Honor 1998-1999 vide ai nastri di partenza sedici club; la manifestazione fu organizzata con un girone all'italiana, con gare di andata e ritorno per un totale di 30 giornate: erano assegnati due punti per l'incontro vinto e un punto a testa per l'incontro pareggiato, mentre non ne era attribuito alcuno per la sconfitta. Al termine del campionato la squadra prima classificata venne proclamata campione di Spagna mentre le ultime tre retrocedettero direttamente in Primera Division, il secondo livello del campionato.

## Classifica finale
|                   | Pos. | Squadra         | Pt | G  | V  | N | P  | GF  | GS  | DR   |
| ----------------- | ---- | --------------- | -- | -- | -- | - | -- | --- | --- | ---- |
| Spagna (bandiera) | 1.   | Barcellona      | 52 | 30 | 25 | 3 | 2  | 191 | 60  | +131 |
|                   | 2.   | Liceo La Coruña | 46 | 30 | 22 | 2 | 6  | 147 | 81  | +66  |
|                   | 3.   | Igualada        | 45 | 30 | 21 | 3 | 6  | 153 | 83  | +70  |
|                   | 4.   | Reus Deportiu   | 43 | 30 | 20 | 3 | 7  | 113 | 91  | +22  |
|                   | 5.   | Vic             | 40 | 30 | 17 | 6 | 7  | 130 | 86  | +44  |
|                   | 6.   | Noia            | 34 | 30 | 14 | 6 | 10 | 110 | 102 | +8   |
|                   | 7.   | Flix            | 30 | 30 | 13 | 4 | 13 | 101 | 99  | +2   |
|                   | 8.   | Voltregà        | 30 | 30 | 12 | 4 | 16 | 102 | 104 | -2   |
|                   | 9.   | Mataró          | 28 | 30 | 11 | 6 | 13 | 84  | 110 | -26  |
|                   | 10.  | Alcobendas      | 26 | 30 | 12 | 2 | 16 | 101 | 119 | -18  |
|                   | 11.  | Tordera         | 25 | 30 | 10 | 5 | 14 | 90  | 95  | -5   |
|                   | 12.  | Tenerife        | 21 | 30 | 8  | 5 | 17 | 109 | 150 | -41  |
|                   | 13.  | Vilafranca      | 21 | 30 | 8  | 5 | 17 | 97  | 122 | -25  |
|                   | 14.  | Jonquerenc      | 19 | 30 | 6  | 7 | 17 | 78  | 122 | -44  |
|                   | 15.  | Areces          | 11 | 30 | 4  | 3 | 23 | 69  | 154 | -85  |
|                   | 16.  | Liceo La Paz    | 8  | 30 | 2  | 4 | 24 | 72  | 163 | -91  |

Legenda:
  Vincitore della Coppa del Re 1999.
  Partecipa ai play-off.
      Campione di Spagna e ammessa alla CERH Champions League 1999-2000.
      Ammesse alla CERH Champions League 1999-2000.
      Ammesse alla Coppa CERS 1999-2000.
      Retrocesse in Primera Division 1999-2000.
Note:
Due punti a vittoria, uno a pareggio, zero a sconfitta.